# Opisthoncus versimilis
Opisthoncus versimilis là một loài nhện trong họ Salticidae.
Loài này thuộc chi Opisthoncus. Opisthoncus versimilis được Elizabeth Maria Gifford Peckham & George William Peckham miêu tả năm 1901.